# John Cooper (atleta)
John Cooper (Reino Unido, 18 de diciembre de 1940-3 de marzo de 1974) fue un atleta británico, especializado en la prueba de 4x400 m en la que llegó a ser subcampeón olímpico en 1964. Murió en el accidente del vuelo 981 de Turkish Airlines el 3 de marzo de 1974.

## Carrera deportiva
En los JJ. OO. de Tokio 1964 ganó la medalla de plata en los relevos 4x400 metros, con un tiempo de 3:01.6 segundos, llegando a meta tras Estados Unidos que con 3:00.7 segundos batió el récord del mundo, y por delante de Trinidad y Tobago, siendo sus compañeros de equipo: Adrian Metcalfe, Robbie Brightwell y Tim Graham.